# Menhir von Toul-an-Lann

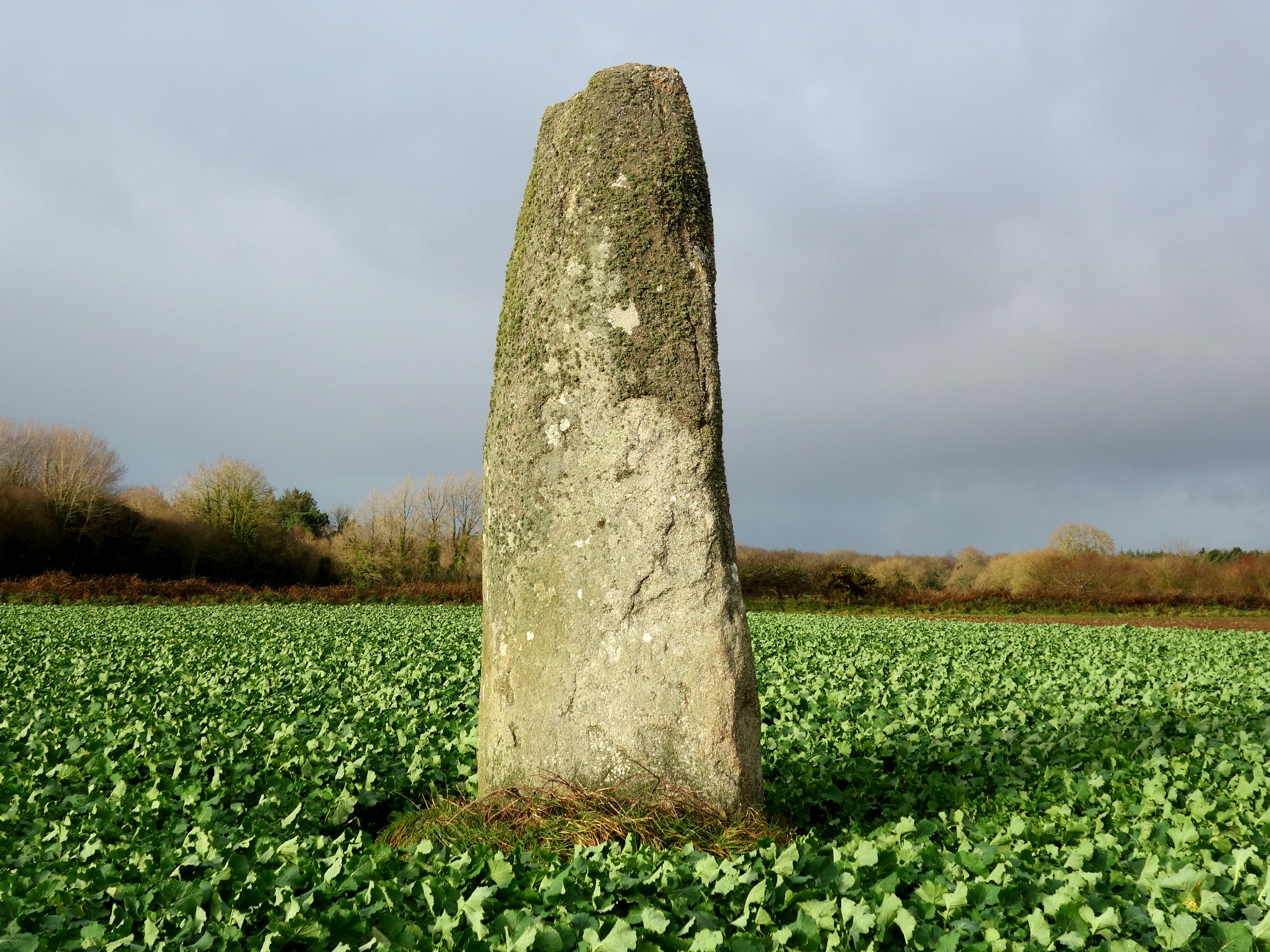
Menhir von Toul-an-Lann

Der Menhir von Toul-an-Lann (auch Menhir von Saint-Jean-Brezehan genannt) befindet sich beim namengebenden Hof, nördlich der D786, östlich von Trédrez-Locquémeau bei Ploumilliau bzw. Lannion im Westen des Département Côtes-d’Armor in der Bretagne in Frankreich.
Es ist ein Menhir aus Granit mit einer maximalen Höhe von 4,8 m und einer Breite von 1,4 m an der Basis.
In der Nähe im Wald steht der knapp 5,0 m hohe Menhir Lann-Ar-Peulven.